# Біланоба-і-ла-Жалтру
Білано́ба-і-ла-Жалтру́ (кат. Vilanova i la Geltrú, вимова літературною каталанською [biłənɔ́βə i ła ʒəłt'ru]) - муніципалітет, розташований в Автономній області Каталонія, в Іспанії. Код муніципалітету за номенклатурою Інституту статистики Каталонії - 83073. Знаходиться у районі (кумарці) Ґарраф (коди району - 17 та GF) провінції Барселона, згідно з новою адміністративною реформою перебуватиме у складі бегерії (округи) Барселона. За кількістю населення у 2007 р. місто займало 17 місце серед муніципалітетів Каталонії.

## Назва муніципалітету
У перекладі назва муніципалітету означає "нове обійстя".

## Населення
Населення міста (у 2007 р.) становить 64.905 осіб (з них менше 14 років - 15,3%, від 15 до 64 - 69,0%, понад 65 років - 15,6%). У 2006 р. народжуваність склала 726 осіб, смертність - 539 осіб, зареєстровано 271 шлюб. У 2001 р. активне населення становило 26.554 особи, з них безробітних - 2.574 особи.

Серед осіб, які проживали на території міста у 2001 р., 35.96 народилися в Каталонії (з них 23.664 особи у тому самому районі, або кумарці), 15.475 осіб приїхало з інших областей Іспанії, а 2.795 осіб приїхало з-за кордону. 

Вищу освіту має 12,5% усього населення. 

У 2001 р. нараховувалося 20.154 домогосподарства (з них 21,2% складалися з однієї особи, 28,7% з двох осіб,22,7% з 3 осіб, 19,5% з 4 осіб, 5,5% з 5 осіб, 1,6% з 6 осіб, 0,4% з 7 осіб, 0,2% з 8 осіб і 0,2% з 9 і більше осіб).

Активне населення міста у 2001 р. працювало у таких сферах діяльності : у сільському господарстві - 1,3%, у промисловості - 23,0%, на будівництві - 12,1% і у сфері обслуговування - 63,6%. 

 У муніципалітеті або у власному районі (кумарці) працює 19.271 особа, поза районом - 9.826 осіб.

### Доходи населення
У 2002 р. доходи населення розподілялися таким чином :
| \| Доходи населення за статтями доходів \| Доходи населення за статтями доходів \| Доходи населення за статтями доходів \| \| Рік \| 2002 р. \| 2001 р. \| \| ------------------------------------ \| ------------------------------------ \| ------------------------------------ \| \| Заробітна платня \| 65,5% \| 65,6% \| \| Доходи від ведення бізнесу \| 17,8% \| 18,1% \| \| Соціальна допомога \| 16,7% \| 16,3% \| |         |         |
| Доходи населення за статтями доходів |         |         |
| Рік | 2002 р. | 2001 р. |
| Заробітна платня | 65,5%   | 65,6%   |
| Доходи від ведення бізнесу | 17,8%   | 18,1%   |
| Соціальна допомога | 16,7%   | 16,3%   |

### Безробіття
У 2007 р. нараховувалося 3.027 безробітних (у 2006 р. - 2.611 безробітних), з них чоловіки становили 43,8%, а жінки - 56,2%.

## Економіка
У 1996 р. валовий внутрішній продукт розподілявся по сферах діяльності таким чином :
| \| Валовий внутрішній продукт \| Валовий внутрішній продукт \| Валовий внутрішній продукт \| \| Рік \| 1996 р. \| 1991 р. \| \| -------------------------- \| -------------------------- \| -------------------------- \| \| Сільське господарство \| 1,7% \| 0% \| \| Промисловість \| 26,2% \| 0% \| \| Будівництво \| 9,5% \| 0% \| \| Послуги \| 62,6% \| 0% \| |         |         |
| Валовий внутрішній продукт |         |         |
| Рік | 1996 р. | 1991 р. |
| Сільське господарство | 1,7%    | 0%      |
| Промисловість | 26,2%   | 0%      |
| Будівництво | 9,5%    | 0%      |
| Послуги | 62,6%   | 0%      |

### Підприємства міста

#### Промислові підприємства
| \| Промислові підприємства міста, за сферою діяльності \| Промислові підприємства міста, за сферою діяльності \| Промислові підприємства міста, за сферою діяльності \| \| Рік \| 2002 р. \| 2001 р. \| \| --------------------------------------------------- \| --------------------------------------------------- \| --------------------------------------------------- \| \| Енергетичні та водні ресурси \| 2,4% \| 2,0% \| \| Хімія та метали \| 7,8% \| 7,5% \| \| Переробка металів \| 41,7% \| 41,0% \| \| Продукти харчування \| 9,8% \| 10,2% \| \| Текстиль \| 13,2% \| 14,0% \| \| Виробництво меблів, видання \| 20,0% \| 20,5% \| \| Інше \| 5,1% \| 4,8% \| \| Усього підприємств \| 295 \| 293 \| |         |         |
| Промислові підприємства міста, за сферою діяльності |         |         |
| Рік | 2002 р. | 2001 р. |
| Енергетичні та водні ресурси | 2,4%    | 2,0%    |
| Хімія та метали | 7,8%    | 7,5%    |
| Переробка металів | 41,7%   | 41,0%   |
| Продукти харчування | 9,8%    | 10,2%   |
| Текстиль | 13,2%   | 14,0%   |
| Виробництво меблів, видання | 20,0%   | 20,5%   |
| Інше | 5,1%    | 4,8%    |
| Усього підприємств | 295     | 293     |

#### Роздрібна торгівля
| \| Підприємства роздрібної торгівлі міста, за сферою діяльності \| Підприємства роздрібної торгівлі міста, за сферою діяльності \| Підприємства роздрібної торгівлі міста, за сферою діяльності \| \| Рік \| 2002 р. \| 2001 р. \| \| ------------------------------------------------------------ \| ------------------------------------------------------------ \| ------------------------------------------------------------ \| \| Продукти харчування \| 32,2% \| 32,1% \| \| Одяг та взуття \| 20,1% \| 20,3% \| \| Товари для дому \| 15,9% \| 16,7% \| \| Книги та періодичні видання \| 3,8% \| 3,9% \| \| Промислова хімічна продукція \| 4,8% \| 4,4% \| \| Продукція, пов'язана з транспортними засобами \| 4,1% \| 4,2% \| \| Інше \| 19,1% \| 18,4% \| \| Усього підприємств \| 1.12 \| 1.09 \| |         |         |
| Підприємства роздрібної торгівлі міста, за сферою діяльності |         |         |
| Рік | 2002 р. | 2001 р. |
| Продукти харчування | 32,2%   | 32,1%   |
| Одяг та взуття | 20,1%   | 20,3%   |
| Товари для дому | 15,9%   | 16,7%   |
| Книги та періодичні видання | 3,8%    | 3,9%    |
| Промислова хімічна продукція | 4,8%    | 4,4%    |
| Продукція, пов'язана з транспортними засобами | 4,1%    | 4,2%    |
| Інше | 19,1%   | 18,4%   |
| Усього підприємств | 1.12    | 1.09    |

#### Сфера послуг
| \| Підприємства міста, що працюють у сфері послуг, за діяльністю \| Підприємства міста, що працюють у сфері послуг, за діяльністю \| Підприємства міста, що працюють у сфері послуг, за діяльністю \| \| Рік \| 2002 р. \| 2001 р. \| \| ------------------------------------------------------------- \| ------------------------------------------------------------- \| ------------------------------------------------------------- \| \| Гуртова торгівля \| 10,7% \| 11,1% \| \| Готелі та готельний бізнес \| 20,0% \| 20,7% \| \| Транспорт та зв'язок \| 11,9% \| 12,3% \| \| Посередницькі фінансові послуги \| 4,2% \| 4,2% \| \| Послуги підприємствам \| 10,5% \| 9,9% \| \| Послуги фізичним особам \| 28,3% \| 28,3% \| \| Нерухомість та ін. \| 14,4% \| 13,6% \| \| Усього підприємств \| 1.877 \| 1.771 \| |         |         |
| Підприємства міста, що працюють у сфері послуг, за діяльністю |         |         |
| Рік | 2002 р. | 2001 р. |
| Гуртова торгівля | 10,7%   | 11,1%   |
| Готелі та готельний бізнес | 20,0%   | 20,7%   |
| Транспорт та зв'язок | 11,9%   | 12,3%   |
| Посередницькі фінансові послуги | 4,2%    | 4,2%    |
| Послуги підприємствам | 10,5%   | 9,9%    |
| Послуги фізичним особам | 28,3%   | 28,3%   |
| Нерухомість та ін. | 14,4%   | 13,6%   |
| Усього підприємств | 1.877   | 1.771   |

## Житловий фонд
У 2001 р. 6,7% усіх родин (домогосподарств) мали житло метражем до 59 м², 42,1% - від 60 до 89 м², 38,3% - від 90 до 119 м² і
13,0% - понад 120 м².

З усіх будівель у 2001 р. 27,9% було одноповерховими, 27,7% - двоповерховими, 23,1
% - триповерховими, 8,7% - чотириповерховими, 6,2% - п'ятиповерховими, 4,2% - шестиповерховими,
1,6% - семиповерховими, 0,7% - з вісьмома та більше поверхами.

## Автопарк
| \| Автомобілі, зареєстровані у місті, за призначенням \| Автомобілі, зареєстровані у місті, за призначенням \| Автомобілі, зареєстровані у місті, за призначенням \| \| Рік \| 2006 р. \| 2005 р. \| \| -------------------------------------------------- \| -------------------------------------------------- \| -------------------------------------------------- \| \| Приватні автомобілі \| 67,1% \| 67,7% \| \| Мотоцикли \| 15,0% \| 14,4% \| \| Вантажівки \| 15,0% \| 15,1% \| \| Трактори \| 0,5% \| 0,5% \| \| Автобуси та ін. \| 2,4% \| 2,3% \| \| Усього автомобілів \| 39.621 шт. \| 37.496 шт. \| |            |            |
| Автомобілі, зареєстровані у місті, за призначенням |            |            |
| Рік | 2006 р.    | 2005 р.    |
| Приватні автомобілі | 67,1%      | 67,7%      |
| Мотоцикли | 15,0%      | 14,4%      |
| Вантажівки | 15,0%      | 15,1%      |
| Трактори | 0,5%       | 0,5%       |
| Автобуси та ін. | 2,4%       | 2,3%       |
| Усього автомобілів | 39.621 шт. | 37.496 шт. |

## Вживання каталанської мови
У 2001 р. каталанську мову у місті розуміли 95,0% усього населення (у 1996 р. - 95,7%), вміли говорити нею 75,3% (у 1996 р. - 
75,2%), вміли читати 74,4% (у 1996 р. - 74,2%), вміли писати 51,6
% (у 1996 р. - 45,6%). Не розуміли каталанської мови 5,0%.

## Політичні уподобання
У виборах до Парламенту Каталонії у 2006 р. взяло участь 25.569 осіб (у 2003 р. - 27.638 осіб). Голоси за політичні сили розподілилися таким чином:
| \| Вибори до Парламенту Каталонії \| Вибори до Парламенту Каталонії \| Вибори до Парламенту Каталонії \| \| Рік \| 2006 р. \| 2003 р. \| \| -------------------------------------- \| ------------------------------ \| ------------------------------ \| \| Конвергенція та Єднання (CiU) \| 30,9% \| 30,7% \| \| Соціалістична партія Каталонії (PSC) \| 30,6% \| 33,8% \| \| Народна партія (PP) \| 9,0% \| 11,2% \| \| Ініціатива за Каталонію — Зелені (ICV) \| 10,2% \| 7,2% \| \| Республіканська лівиця Каталонії (ERC) \| 14,4% \| 16,1% \| \| Громадяни — Громадянська партія (C's) \| 2,6% \| 0,0% \| \| Інші \| 2,4% \| 1,1% \| |         |         |
| Вибори до Парламенту Каталонії |         |         |
| Рік | 2006 р. | 2003 р. |
| Конвергенція та Єднання (CiU) | 30,9%   | 30,7%   |
| Соціалістична партія Каталонії (PSC) | 30,6%   | 33,8%   |
| Народна партія (PP) | 9,0%    | 11,2%   |
| Ініціатива за Каталонію — Зелені (ICV) | 10,2%   | 7,2%    |
| Республіканська лівиця Каталонії (ERC) | 14,4%   | 16,1%   |
| Громадяни — Громадянська партія (C's) | 2,6%    | 0,0%    |
| Інші | 2,4%    | 1,1%    |

У муніципальних виборах у 2007 р. взяло участь 23.051 особа (у 2003 р. - 26.861 особа). Голоси за політичні сили розподілилися таким чином:
| \| Муніципальні вибори \| Муніципальні вибори \| Муніципальні вибори \| \| Рік \| 2007 р. \| 2003 р. \| \| -------------------------------------- \| ------------------- \| ------------------- \| \| Конвергенція та Єднання (CiU) \| 31,6% \| 32,6% \| \| Соціалістична партія Каталонії (PSC) \| 34,8% \| 36,5% \| \| Народна партія (PP) \| 8,6% \| 9,6% \| \| Ініціатива за Каталонію — Зелені (ICV) \| 8,4% \| 8,2% \| \| Республіканська лівиця Каталонії (ERC) \| 6,8% \| 9,5% \| \| Громадяни — Громадянська партія (C's) \| 0% \| 0% \| \| Інші \| 9,9% \| 3,7% \| |         |         |
| Муніципальні вибори |         |         |
| Рік | 2007 р. | 2003 р. |
| Конвергенція та Єднання (CiU) | 31,6%   | 32,6%   |
| Соціалістична партія Каталонії (PSC) | 34,8%   | 36,5%   |
| Народна партія (PP) | 8,6%    | 9,6%    |
| Ініціатива за Каталонію — Зелені (ICV) | 8,4%    | 8,2%    |
| Республіканська лівиця Каталонії (ERC) | 6,8%    | 9,5%    |
| Громадяни — Громадянська партія (C's) | 0%      | 0%      |
| Інші | 9,9%    | 3,7%    |

## Відомі особистості
В поселенні народився:
- Енрік Дюран (* 1976) — антикапіталістський активіст.